# Mogyorósi-kilátó
A Mogyorósi-kilátó Salgótarján közigazgatási határán belül, Rónafalu településrészen, a Medves-fennsík határán elhelyezkedő kilátó.
A létesítményt 2013 decemberében avatták fel, miután a Salgótarjáni Turisztikai Desztináció Menedzsment Egyesület egy nyertes pályázat eredményeként anyagi forrást szerzett a felépítésére. A kilátó körpanorámát nyújt, melyben a Medves-fennsík egy része, a környékbeli nagyobb hegységek (pl. a Mátra), de még az Alacsony-Tátra és a Magas-Tátra vonulatai is jól megfigyelhetők, ideális időjárás esetén. 
Népszerű célpontnak számít a Medvesen kirándulók számára.
A kilátót Salgótarján belvárosából közúton a 2303-as, majd a 2304-es úton, végül pedig a 23 105-ös számú mellékúton lehet megközelíteni; térségében több helyütt is lehet gépjárművel parkolni Rónafalu településrészen.
Autóbusszal a salgótarjáni helyközi autóbusz-állomásról, Szilaspogony-Tótújfalu irányába induló 3015, 3022 helyközi járatokkal lehet megközelíteni, Salgótarján, Rónarész megállóhelytől.
A kilátó közeléből számos turistaút indul, melyeken főleg a Medves-fennsíkot lehet bejárni.